# 491
491 (CDXCI) je bilo navadno leto, ki se je po julijanskem koledarju začelo na torek.

## Dogodki
- 1. januar

## Smrti
- 9. april - Zenon, bizantinski cesar (* okoli 425)